# Hans Jørgen Jensen (journalist)
 Der er flere personer med dette navn, se Hans Jørgen Jensen.
Hans Jørgen Jensen (født 29. maj 1931, død 23. februar 2019 i Virum) var en dansk journalist og tidligere generaldirektør i Danmarks Radio.
Han blev journalist ved DR-TV i 1956 og blev i 1964 chef for TV-Aktualitetsafdelingen (TV-A) og stationens nye TV-Avisen. I 1976 blev han programdirektør for DR's radio og TV og fra 1979 blot for tv. I 1985 blev han generaldirektør. Hans Jørgen Jensen gik på pension i 1994, hvor Christian S. Nissen overtog posten.